# LUCKY SEVEN!!
『LUCKY SEVEN!!』（ラッキーセブン）は、Kis-My-Ft2がKis-My-Ft7名義で発売したDVD(AVB1-92073)。2013年12月20日にavex traxから発売された。

## 概要
セブン-イレブン限定で販売され、2013年11月30日までの店頭予約か、2013年12月2日 - 12月8日までのネット予約をすると、予約特典が付いた。「『キスマイスイッチ』によって繰り広げられる、コメディー風の新感覚青春ラブ!?ストーリー。」という内容で、メンバー全員が本人役で出演している。
『LUCKY SEVEN!!』本編に加えて、撮影風景を収めたメイキング映像も収録されている。主題歌「LUCKY SEVEN!!」は、約1か月前に発売された、Kis-My-Ft2の9作目のシングル「SNOW DOMEの約束/Luv Sick」に収録されている。

## 収録内容
- LUCKY SEVEN!! 本編
- LUCKY SEVEN!! メイキング

## 予約特典
- Kis-My-Ft7 オリジナルA2ポスター
- Kis-My-Ft7 スペシャルイベント[2]抽選応募券